# Dai Sentai Goggle V
Sun Vulcan Dynaman
Dai Sentai Goggle V (大戦隊ゴーグルファイブ, Dai Sentai Gōguru Faibu, littéralement Goggle Five, le grand escadron) est une série télévisée japonaise du genre sentai en 50 épisodes de 30 minutes produite en 1982. Si la transcription en rōmaji donne Gōgle V, la transcription officielle du nom de la série est Goggle V.

## Synopsis
En Allemagne, dans le château de Wolfborg, l'empire de la Science sombre Desdark établit des plans de domination mondiale. Découvrant cela, le Docteur Hideki Hongô tombe entre leurs mains et est sauvé par le spéléologue Kenitchi Akama. De retour au Japon, le Docteur Hideki Hongô décide de former une équipe chargée de lutter contre l'empire de la Science sombre Desdark. Ce dernier apparait alors au Japon dans le but d'y instaurer sa loi avant de conquérir le reste du monde. Mais l'équipe formée par le Docteur Hideki Hongô se dresse contre eux. Le combat pour la liberté du monde ne fait que commencer…

## Personnages

### Goggle V
- Kenichi Akama (赤間 健一, Akama Ken'ichi?) / Goggle Red (ゴーグルレッド, Gōguru Reddo?) :
  - Armes : Red Ruby Whip (レッドルビームチ, Reddo Rubī Muchi?), Red Rope (レッドロープ, Reddo Rōpu?)
  - Attaques : Red Punch (レッドパンチ, Reddo Panchi?), Red Kick (レッドキック, Reddo Kikku?), Red Ruby Beam (レッドルビー光線, Reddo Rubī Kōsen?), Red Windmill (レッド風車, Reddo Fūsha?).

- Kanpei Kuroda (黒田 官平, Kuroda Kanpei?) / Goggle Black (ゴーグルブラック, Gōguru Burakku?) :
  - Armes : Black Clubs (ブラッククラブ, Burakku Kurabu?), Black Emerald Nunchaku (ブラックエメラルドヌンチャク, Burakku Emerarudo Nunchaku?), Iron Arm (アイアンアーム, Aian Āmu?).
  - Attaques : Black Shadow (ブラックシャドー, Burakku Shadō?), Black Windmill Whirlwind (ブラック風車旋風, Burakku Fūsha Senpū?), Energy Dispatch Machine (エネルギー発信機, Enerugī Hasshin Ki?), Black Dark Run (ブラック闇走り, Burakku Yami Hashiri?), Black Chess Art (ブラック将棋拳法, Burakku Shōgi Kenpō?), Screw Kick (スクリューキック, Skuryū Kikku?), Black Windmill Kick (ブラック風車蹴り, Burakku Fūsha Keri?), Black Clone (ブラック分身, Burakku Bunshin?), Black Junior (ブラックジュニア, Burakku Junia?).

- Saburô Aoyama (青山 三郎, Aoyama Saburō?) / Goggle Blue (ゴーグルブルー, Gōguru Burū?) :
  - Armes : Blue Ring (ブルーリング, Burū Ringu?), Blue Sapphire Jet Ring (ブルーサファイヤジェットリング, Burū Safaiya Jetto Ringu?)
  - Attaques : Portable Rocket (携帯ロケット, Keitai Roketto?), Blue Jet Dash (ブルージェットダッシュ, Burū Jetto Dasshu?), Blue Jet Kick (ブルージェットキック, Burū Jetto Kikku?), Blue Windmill Whirlwind (ブルー風車旋風, Burū Fūsha Senpū?), Spin Kick (スピンキック, Supin Kikku?), Kangaroo Kick (カンガルーキック, Kangarū Kikku?), Flamingo Kick (フラミンゴキック, Furamingo Kikku?)

- Futoshi Kijima (黄島 太, Kijima Futoshi?) / Goggle Yellow (ゴーグルイエロー, Gōguru Ierō?) : 
  - Armes : Yellow Ball (イエローボール, Ierō Bōru?), Yellow Opal Megaton Ball (イエローオパールメガトンボール, Ierō Opāru Megaton Bōru?), Yellow Hammer (イエローハンマー, Ierō Hanmā?)
  - Attaques : Yellow Holedigging (イエロー穴掘り, Ierō Anahori?), Yellow Attack (イエローアタック, Ierō Atakku?), Yellow Tackle (イエロータックル, Ierō Takkuru?), Yellow Double Throw (イエロー二段投げ, Ierō Nidan Nage?), Yellow Windmill Throw (イエロー風車投げ, Ierō Fūsha Nage?)

- Miki Momozono (桃園 ミキ, Momozono Miki?) / Goggle Pink (ゴーグルピンク, Gōguru Pinku?) : 
  - Armes : Pink Ribbon (ピンクリボン, Pinku Ribon?), Pink Dia Baton (ピンクダイヤバトン, Pinku Daiya Baton?), Pink Mirror (ピンクミラー, Pinku Mirā?)
  - Attaques : Pink Ribbon Bind (ピンクリボン締め, Pinku Ribon Shime?), Pink Whirlwind (ピンク旋風, Pinku Senpū?), Pink Heart Hypnosis (ピンクハート催眠, Pinku Hāto Saimin?)

L'appel nominal se conclut par « Combattons ! » (「斗え！」, « Tatakae! »), suivi de « Dai Sentai Goggle V ! » (「大戦隊ゴーグルファイブ！」, « Dai Sentai Gōguru Faibu! »)

### Alliés
- Dr Hideki Hongô (本郷 秀樹博士, Hongō Hideki-hakase?) (épisodes 1-2, 49-50)
- Sayuri Yamamoto (山本 さゆり, Yamamoto Sayuri?) :
- Midori Wakagi (若木 みどり, Wakagi Midori?) (épisodes 1-22) :
- Computer Boys and Girls (Comboy) (コンピューターボーイズ＆ガールズ(コンボイ), Konpyūtā Bōizu ando Gāruzu (Konboi)?)
  - Tatsuya Ueda (上田 達也, Ueda Tatsuya?)
  - Makoto Takenaka (竹中　誠, Takenaka Makoto?)
  - Haruo Shimada (島田 春男, Shimada Haruo?)
  - Daisuke Ôyama (大山 大助, Ōyama Daisuke?)
  - Akane Aizawa (相沢 あかね, Aizawa Akane?)

### Empire de la science sombre Desdark
L'empire de la science sombre Desdark (暗黒科学帝国デスダーク, Ankoku Kagaku Teikoku Desudāku) est une société secrète existant depuis l'âge du bronze, et mêlant l'occultisme à la science pour servir ses plans de conquête planétaire. Leur leader est le Fürher Taboo, un monstre aux allures de cyclope issu de la génétique. Ils opèrent depuis le château géant de la science sombre Destopia (暗黒巨大城デストピア, Ankoku Kyodaijō Desutopia).
- Führer Taboo (総統タブー, Sōtō Tabū?) : 
  - Général Desgiller (デスギラー将軍, Desugirā Shōgun?) (épisodes 1-49) :
  - Mazurka (マズルカ, Mazuruka?) (épisodes 1-48) :
  - Grand Marshall Desmark (デスマルク大元帥, Desumaruku Dai Gensui?) (épisodes 15-50) :
  - Bella et Beth (べラ&べス, Bera to Besu?) (épisodes (15-50) :
  - Dr Zazoriya (ザゾリヤ博士, Zazoriya Hakase?) (épisodes 1-15) :
  - Dr Iguana (イガアナ博士, Igaana Hakase?) (épisodes 1-15) :
  - Desdark-V (デスダークファイブ, Desudāku Faibu?) (épisode 45) :
  - Madaramen (マダラマン, Madaraman?) : Les fantassins de l'empire

## Arsenal
- Goggle Brace (ゴーグルブレス, Gōguru Buresu?) : Le transformateur des Goggle V.
- Goggle Sabre (ゴーグルサーベル, Gōguru Sāberu?) : L'arme standard des Goggle V.

## Mechas
- Goggle Caesar (ゴーグルシーザー, Gōguru Shīzā?) : forteresse volante des Goggle V.

- Goggle Robot (ゴーグルロボ, Gōguru Robo?) : formé à partir des trois véhicules suivants :
  - Goggle Jet (ゴーグルジェット, Gōguru Jetto?) : piloté par Goggle Red.
  - Goggle Tank (ゴーグルタンク, Gōguru Tanku?) : piloté par Goggle Blue.
  - Goggle Dump (ゴーグルダンプ, Gōguru Danpu?) : piloté par Goggle Yellow.

L'assemblage a lieu à partir de la commande « Go ! Go ! Change ! » (「ゴ！ゴ！チェンジ！」, « Go! Go! Chenji! »).

## Épisodes
1. Dark Science's Invasion (暗黒科学の来襲, Ankoku Kagaku no Raishū?)
2. Rise up! Futuristic Warriors (起て！未来の戦士, Tate! Mirai no Senshi?)
3. Destopia Attacks (デストピアを撃て, Desutopia o Ute?)
4. Swelling Dark Land Mines (ムクムク暗黒地雷, Mukumuku Ankoku Jirai?)
5. The Devil is a Lurking Legend (悪魔がひそむ昔話, Akuma ga Hisomu Mukashibanashi?)
6. The Villainous Wrestler's Love (悪役レスラーの愛, Akuyaku Resurā no Ai?)
7. Papa is Turned into a Ghost (幽霊になったパパ, Yūrei ni Natta Papa?)
8. Aiming at a Beautiful Professor (狙われた美人博士, Nerawareta Bijin Hakase?)
9. Hell's Mushroom Village (地獄のキノコ村, Jigoku no Kinoko Mura?)
10. The Rare Pomato's Secret (珍種ポマトの秘密, Chinshu Pomato no Himitsu?)
11. The Terrifying Magma Strategy (恐怖のマグマ作戦, Kyōfu no Maguma Sakusen?)
12. Falsehood Coming from a Sandy Hell (嘘から出た砂地獄, Uso Kara Deta Suna Jigoku?)
13. The Great Riot of the Underground Catfish (大暴れ地底ナマズ, Ōabare Chitei Namazu?)
14. It's Serious! The Earth's Sinking (大変だ！地球沈没, Taihen Da! Chikyū Chinbotsu?)
15. The Revived Demonic Commander-in-Chief (甦る悪魔の大元帥, Yomigaeru Akuma no Daigensui?)
16. Red! Close Call (レッド！危機一髪, Reddo! Kikiippatsu?)
17. The Kappa Boy's Tears (カッパ少年の涙, Kappa Shōnen no Namida?)
18. The Day the Adults Disappeared (大人が消える日, Otona ga Kieru Hi?)
19. The Secret of the Haunted House (お化け屋敷の秘密, Obakeyashiki no Himitsu?)
20. The Deadly Poisonous Flowered Cactus (死の花毒サボテン, Shi no Hana Doku Saboten?)
21. Fear! The Fish are Fossilizing (恐怖！魚が化石に, Kyōfu! Sakana ga Kaseki ni?)
22. Attack of the Cursed Puppets! (呪い人形の攻撃！, Noroi Ningyō no Kōgeki!?)
23. The Great Soap Bubble Plan (シャボン玉大作戦, Shabondama Dai Sakusen?)
24. Defeat the Unseen Enemy (見えない敵を倒せ, Mienai Teki o Taose?)
25. The Dinosaur is the Devil's Emissary (恐竜は悪魔の使者, Kyōryū wa Akuma no Shisha?)
26. Black! Great Reversal (ブラック！大逆転, Burakku! Dai Gyakuten?)
27. The Human Jungle! (人間ジャングル！, Ningen Janguru!?)
28. The Revived Dead Mozoos (甦った亡霊モズー, Yomigaetta Bōrei Mozū?)
29. Fear of Sleeping Town (眠りの街の恐怖, Nemuri no Machi no Kyōfu?)
30. Inawashiro's Golden Demon Sword (猪苗代の黄金魔剣, Inawashiro no Ōgon Maken?)
31. Blue! Great Assault! (ブルー！大突撃!, Burū! Dai Totsugeki!?)
32. Startling Boneless Humans (ドキッ骨ぬき人間, Dokihhone-nuki Ningen?)
33. Caesar Great Explosion?! (シーザー大爆破？！, Shīzā Dai Bakuha?!?)
34. It Came Forth! Golden Finishing Move (出た！黄金必殺技, Deta! Ōgon Hissatsu-waza?)
35. Iron-Eating Humans' Attack (鉄喰い人間の襲撃, Tetsu-kui Ningen no Shūgeki?)
36. Shoot-Out! 0.3 Seconds! (決闘！0・3秒！, Kettō! Rei ten San byō!?)
37. The Mysterious Bomber Attacks (謎の爆撃機を撃て, Nazo no Bakugekiki o Ute?)
38. Friendship Attack! (友情のアタック！, Yūjō no Atakku!?)
39. The Devil's Cannibal Album (悪魔の人食い絵本, Akuma no Hitokui Ehon?)
40. The Secret Base is in Danger (秘密基地が危ない, Himitsu Kichi ga Abunai?)
41. A Transformed Papa's Great Adventure (変身パパの大冒険, Henshin Papa no Daibōken?)
42. Assassination! The Scorpion's Snare (暗殺！サソリの罠, Ansatsu! Sasori no Wana?)
43. Fight to the Death! The Oval Struggle (死闘！小判争奪戦, Shitō! Koban Sōdatsusen?)
44. Oh! The Food is in the Sand (あ！食べ物が砂に, A! Tabemono ga Suna ni?)
45. Two Blacks! (二人のブラック！, Futari no Burakku!?)
46. Super Energy Arrival (超エネルギー出現, Chō Enerugī Shutsugen?)
47. This is the Ultimate Weapon (これが最終兵器だ, Kore ga Saishū Heiki Da?)
48. The Secret Base's Last Day (秘密基地最後の日, Himitsu Kichi Saigo no Hi?)
49. Shogun! The Final Challenge (将軍！最後の挑戦, Shōgun! Saigo no Chōsen?)
50. Proceed! To the Shining Future (進め！輝く未来へ, Susume! Kagayaku Mirai e?)

## Distribution
Les héros
- Ryōchi Akagi : Kenichi Akama / Goggle Red
- Junichi Haruta : Kanpei Kuroda / Goggle Black
- Ishī Shikegi : Saburô Aoyama / Goggle Blue
- Sanpei Godai : Futoshi Kijima / Goggle Yellow
- Megumi Ōgawa : Miki Momozono / Goggle Pink

Soutien
- Noboru Nakaya : Dr Hideki Hongô
- Hidetomo Iura, Itsuko Kobayashi, Kazuhiko Ohara, Mizuno Tomonori, Hanae Sugimoto : Sayuri Yamamoto, Midori Wakagi, Haruo Shimada, Daisuke Ōyama, Akane Aizawa (Computer Boys & Girls)
- Chieko Hosoya : Sayuri Yamamoto

Narrattion
- Toru Ohira

L'empire de la Science sombre Desdark
- : Führer Tabû
- : Général Desgiller (épisodes 1-49)
- : Mazurka (épisodes 1-48)
- : Grand Marshall Deathmark (épisodes 15-50)
- : Bella et Beth
- : Dr Zazoriya (épisodes 1-15)
- : Dr Iguana (épisodes 1-15)

## Autour de la série
- Le patronyme de chacun des Goggle V contient le nom japonais de leur couleur : Aka (rouge), Kuro (noir), Ao (bleu), Ki (jaune), et Momo (rose).
- Les pierres précieuses incrustées sur les casques des Goggle V symbolisent respectivement l'Atlantide (rouge), l'ancienne Asie (noir), l'Égypte antique (bleu), Mu (jaune), et le pays Maya-Inca (rose). Ces pierres sont le rubis (rouge), l'émeraude (noir), le saphir (bleu), l'opale (jaune) et le diamant (rose).
- Goggle V fait partie des quatre séries Super Sentai les moins populaires (avec Fiveman, Ohranger et Goseiger)